# 性學
性學或性科学（英語：sexology），是關於人類的性表象的系統研究，包括人類的性趣味、性行为、性功能......性學一詞通常不包含與性有关的非科學研究，比如社會批評及政治学研究。
現代性學是一門跨學科領域，它使用了來自不同領域的研究方式，包括生物學、醫學、心理學、統計學、流行病學、社會學以及犯罪學來研究性學的議題。性學研究人類的性成長、性關係的發展、性行為的機制以及性功能障礙等。它也會研究特別群體中的性，比如身心障礙者、兒童和老人的性。主流性學還對性病理進行研究，包括勃起功能障礙、高血壓和戀童癖。

## 歷史

### 早期
現在還存留著一些古代的性手冊，包括了奧維德的《愛的藝術》、瓦茨亞亞那（Vatsyayana）的《欲经》、《Ananga Ranga》和《芳香园》。然而，這些手冊都沒有將性視為科學或醫學這些正式領域中的研究議題。亞歷山大·讓·巴蒂斯特·帕倫- 杜夏特雷（Alexander Jean Baptiste Parent-Duchatelet）在19世紀30年代早期訪問了3,558名巴黎的註冊妓女，並以此寫成《從公共衛生、道德及行政方面檢視巴黎市賣淫情形》（De la prostitution dans la ville de Paris），此一著作在他死後一年（1837年）才出版，此一研究遭普遍認為是現代的首項性學研究。
人類性行為的科學研究始於19世紀。當時歐洲國界版圖出現了一些大的轉變，因此當時的衝突法引入了與性自由有关的法律，但另一方面卻把同性性行為定為犯罪。

### 維多利亞時代至二戰時期

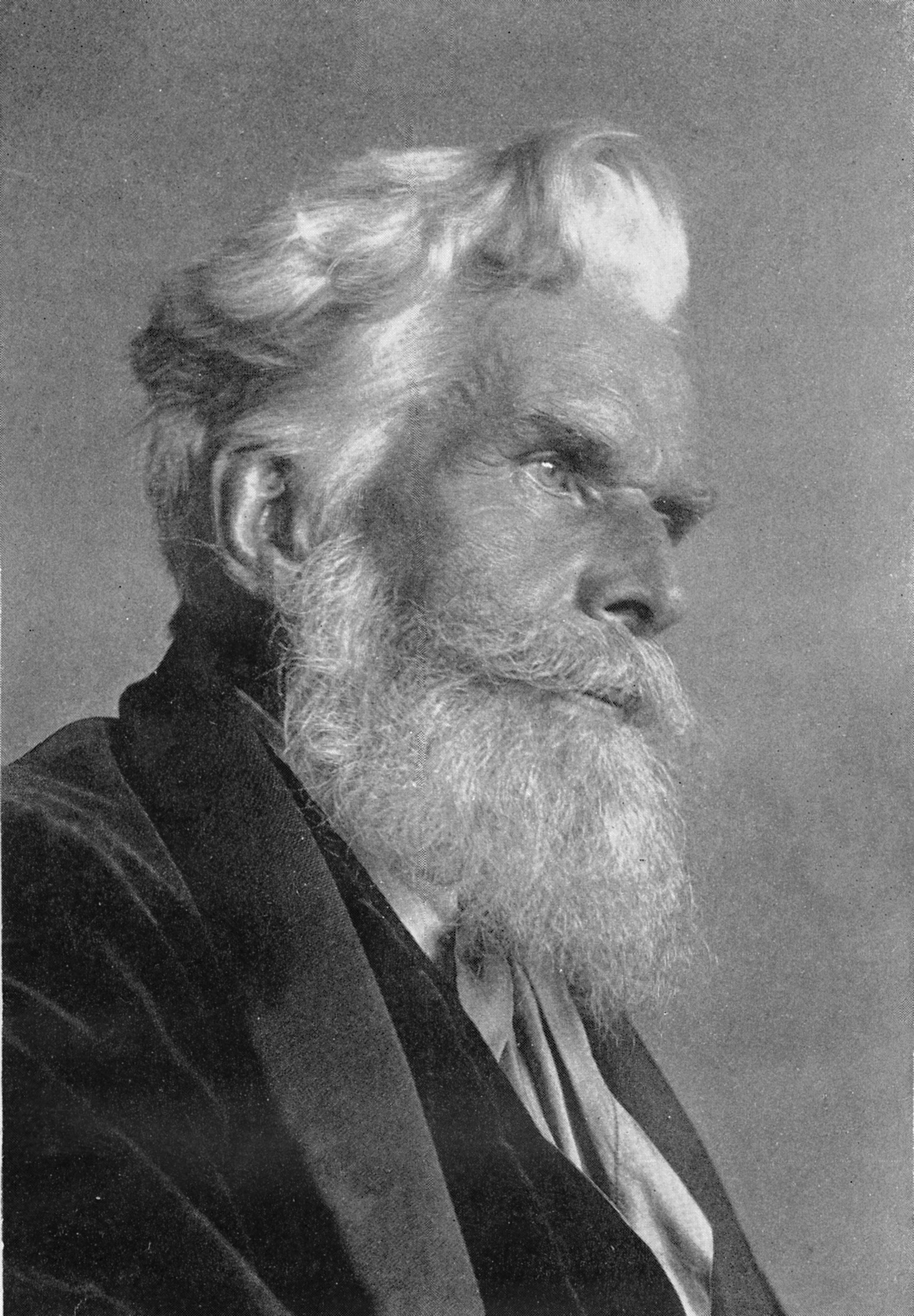
哈維洛克·艾利斯是19世紀後期性解放運動中的開創性人物。

儘管在維多利亞時代道德霸權及性壓抑的社會風氣充斥著當時的社會，但在十九世紀末，性解放運動開始於英國及德國萌芽。在1886年，理查德·冯·克拉夫特-埃宾男爵出版了一本被認為把性學科學化的研究書籍——《性精神病態》（Psychopathia Sexualis）。
在英國，性學之父哈维洛克·艾利斯这一位醫師兼性學家挑戰了當時性壓抑的社會風氣，比如對同性恋及自慰的禁忌，他以自身的研究去改變當時性的觀念。他於1897年發表的《性倒錯》（Sexual Inversion）開創了性學研究的先河，當中研究了男同性戀的性關係，包括成年男性與男童之間的性接觸。艾利斯是首位客觀地研究同性恋的研究者，因为他没把它形容成一種疾病，或是不道德的/犯罪行為。這項研究假定了同性之間的愛超越年齡以及心理上的性別。他還使得其他重要的心性概念得以發展，比如自体性行为、自戀。其後兩者均被弗洛伊德進一步完善。
德國的马格努斯·赫希菲尔德跟艾利斯一样，開創了跨性別現象研究的先河。他對「跨性別」此一用詞下了定義，並把其跟同性戀獨立區分開來，形成一個新的類別。艾利斯注意到赫希菲尔德有關易裝癖的研究，但對他所選用的用語感到不滿，於是在1913年他首創了「性美倒錯」（sexo-aesthetic inversion）此一用詞去指稱此一現象。
在1908年，第一本性學期刊——《性學學刊》（Zeitschrift für Sexualwissenschaft）正式出版，並以每月更新的方式出版了一年。該期刊曾刊出阿爾弗雷德·阿德勒、威廉·施特克尔以及弗洛伊德的学術專著。1913年，第一个性學學術協會——性學學會（the Society for Sexology）正式成立。
在19世紀末期和20世紀初期，西格蒙德·弗洛伊德依據他對他病人的研究，發展出了一套性的理論。他所提出的性心理發展階段依次为口腔期、肛門期、性器期、潛伏期	、生殖期。他認為這些階段会在嬰儿期到青春期，以至青春期以後一直持續地經歷。

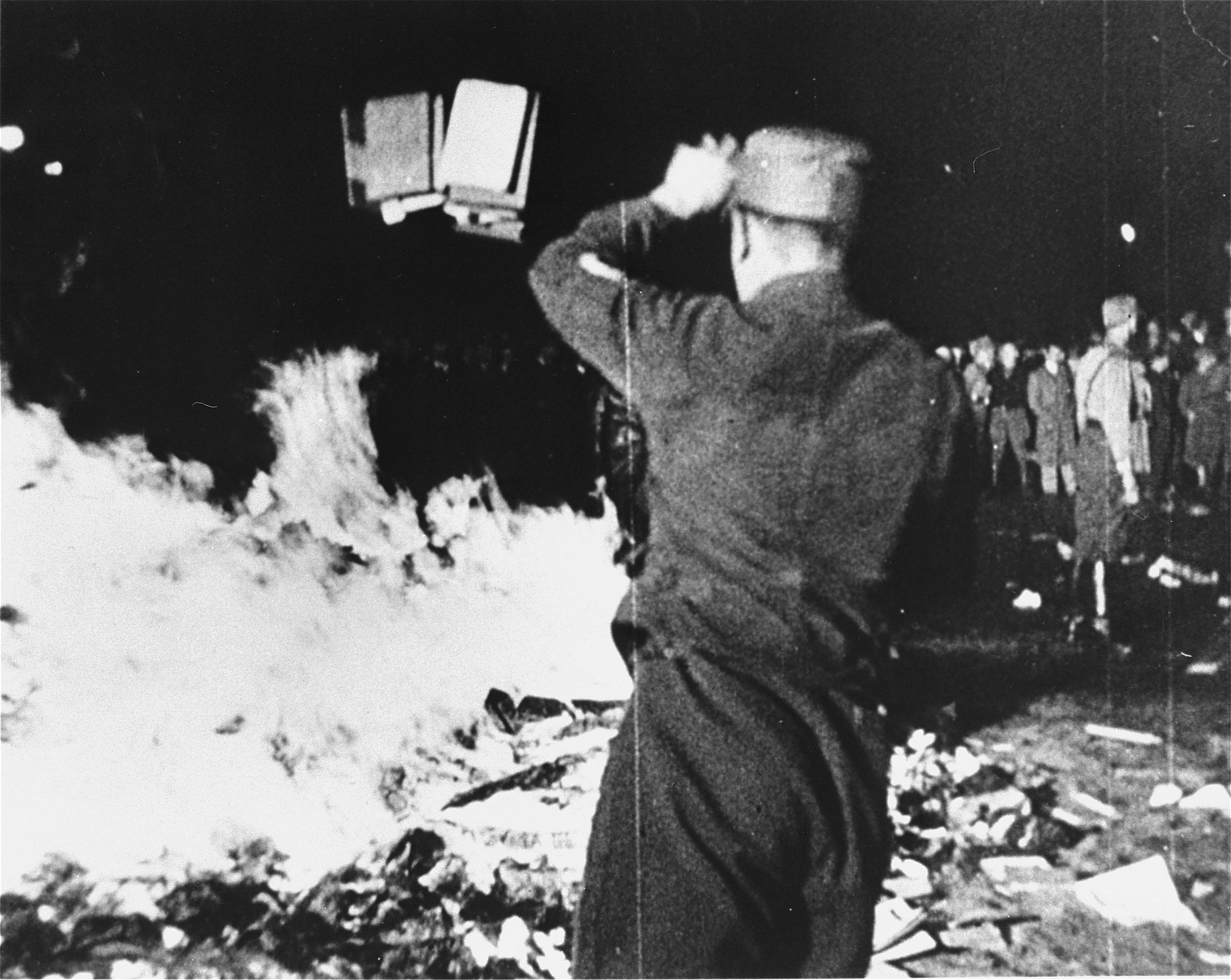
1933年5月，纳粹分子烧毁马格努斯·赫希菲尔德创办的性学研究所。

前納粹时期的德國以傾性自由主義的法国民法典為基，組織起來並抵制維多利亞時代的反性文化。因此当时德国的部分傳統學者把研究重心轉移至「性」上，使德國成為性學的領導者。赫希菲尔德這一位醫師是一位直言的性別少數群體支持者，他成立了科學人道主義委員會——第一個支持同性戀和變性者權利的組織。
馬格努斯·赫希菲爾德（Magnus Hirschfeld）亦在1919年於柏林建立了性學研究中心，內有20000冊藏書、35000張照片、大量的藝術品等館藏。許多來自歐洲不同地方的人都會到訪該研究所，為的是增加對性的了解，以及为自己的性關係問題和性功能障礙尋求解決之道。
赫希菲爾德開發了一套为異性戀男性和女性確定性媒介（sexual intermediary）類型的系統，以顯示人類性行為的潛在多樣性，並把今天稱為變性者或變性人的一類人與同性戀区分開來，稱他們為「transvestism」（易裝癖者）。在性行為研究領域中，德國領導者的地位隨著納粹黨的統治而結束。納粹取得政權後幾個月，亦即1933年5月6日，納粹党摧毀了該研究中心，並且燒掉赫希菲爾德的圖書。
參與早期同志權利運動中的性學家包括恩斯特·伯查德、漢斯·布呂爾、本篤·弗里德倫德爾。歐斯特·格雷芬貝格發表了子宮環的初步研究，G點的「G」亦取自格雷芬貝格（Gräfenberg）的首個字母。

### 近代
第二次世界大戰後，性學在美國和歐洲都得以復興。性行為、性功能和性功能障礙的大規模研究使得性治療開始發展起來。美國二戰後的性學研究受到歐洲難民湧入的影響，並因金赛研究而得以普及。更早以前美國的性學領域研究者主要是由著力結束性交易的團體組成的，並大力推動針對年青人的性傳染病教育。在1947年，阿尔弗雷德·金赛於印弟安納大學設立一所性學研究中心（Institute for Sex Research），現在這個研究所稱作金賽性、性別與生殖研究中心（the Kinsey Institute for Research in Sex, Gender and Reproduction）。他在他的書（1948年）中寫道：「在性行為的科學認知上，人們對農場動物的了解遠高於人類。」
在20世紀50年代，心理學家兼性學家約翰·曼尼的研究使得性身份和性別認同理論得以發展。他的研究是具爭議性的，尤其是大衛·利馬（David Reimer）的醫療事故，即使該事故是雙性嬰兒和兒童的治療方案的發展關鍵。捷克斯洛伐克的庫爾特·弗洛伊德开發了陰莖阻抗血流圖儀。該設備旨在客觀測量男性性喚起的程度，目前用於評定某人是否恋童或戀少年。此工具亦運用於性罪犯身上。
在1966年至1970年，麥斯特與強生先后發表了兩份研究——《人类性反應》（Human Sexual Response）以及《人類性功能障礙》（Human Sexual Inadequacy）。他們的著作銷量不俗，他們后於1978年成立麥斯特與強生研究中心

## 研究范畴
性學的現代樣貌有很大一部分是反映出了20世紀的現象。
性學與許多其他領域的研究有關，屬於科際整合：
- 醫學中的妇科學（gynaecology）、男科學（andrology）、生殖器的解剖學、性傳染病、性偏离、神經科學等。
- 生物學研究其他動物的性行為，用來和人類性行為作比較。進化生物學的研究方法可以用來研究性行為的成因。
- 性的心理學、社會學和人類學、女性主義。
- 法律：性犯罪。
- 政治學：性政治。
- 公眾議題：墮胎、公共衛生、生育控制、代理孕母、性虐待和生殖科技的爭議。

## 著名人物
這是關於著名的性學家列表，依照其逝世年份排列：
- Richard Freiherr von Krafft-Ebing (1840–1902)
- Wilhelm Fliess (1858-1928)
- 哈夫洛克·靄理士 (1859-1939)
- Albert Moll (1862-1939)
- 愛德華·韋斯特馬克 (1862-1939)
- 马格努斯·赫希菲尔德 (1868-1935)
- 伊万·布洛赫 (1872-1922)
- Theodor Hendrik van de Velde (1873-1937)
- Otto Gross (1877-1920)
- Ernst Gräfenberg (1881-1957)
- 阿爾弗雷德·金賽 (1894-1956)
- 威廉·赖希 (1897-1957)
- Kurt Freund (1914-1996)
- Ernest Borneman (1915-1995)
- 威廉·麥斯特 (1915-2001) and Virginia Johnson (born 1925)
- 約翰·曼尼 (born 1921)
- Preben Hertoft (born 1928)
- Oswalt Kolle (born 1928)
- 米爾頓·戴蒙德 (born 1934)
- Rolf Gindorf (born 1939)
- Simon LeVay (born 1943)
- Anne Fausto-Sterling (born 1944)
- John Gagnon
- Gilbert Herdt (born 1949)
- 吳敏倫(born 1946)
- 詹姆斯·坎托（1966－）

## 外部連結
- 中的“性學”
- International Society for Sexual Medicine
- Archive for Sexology （页面存档备份，存于）
- 「談性」SexTalk.com.tw 是個探討兩性關係、性解放、性多元議題與性愛議題的健康網站。